# 疼痛管理

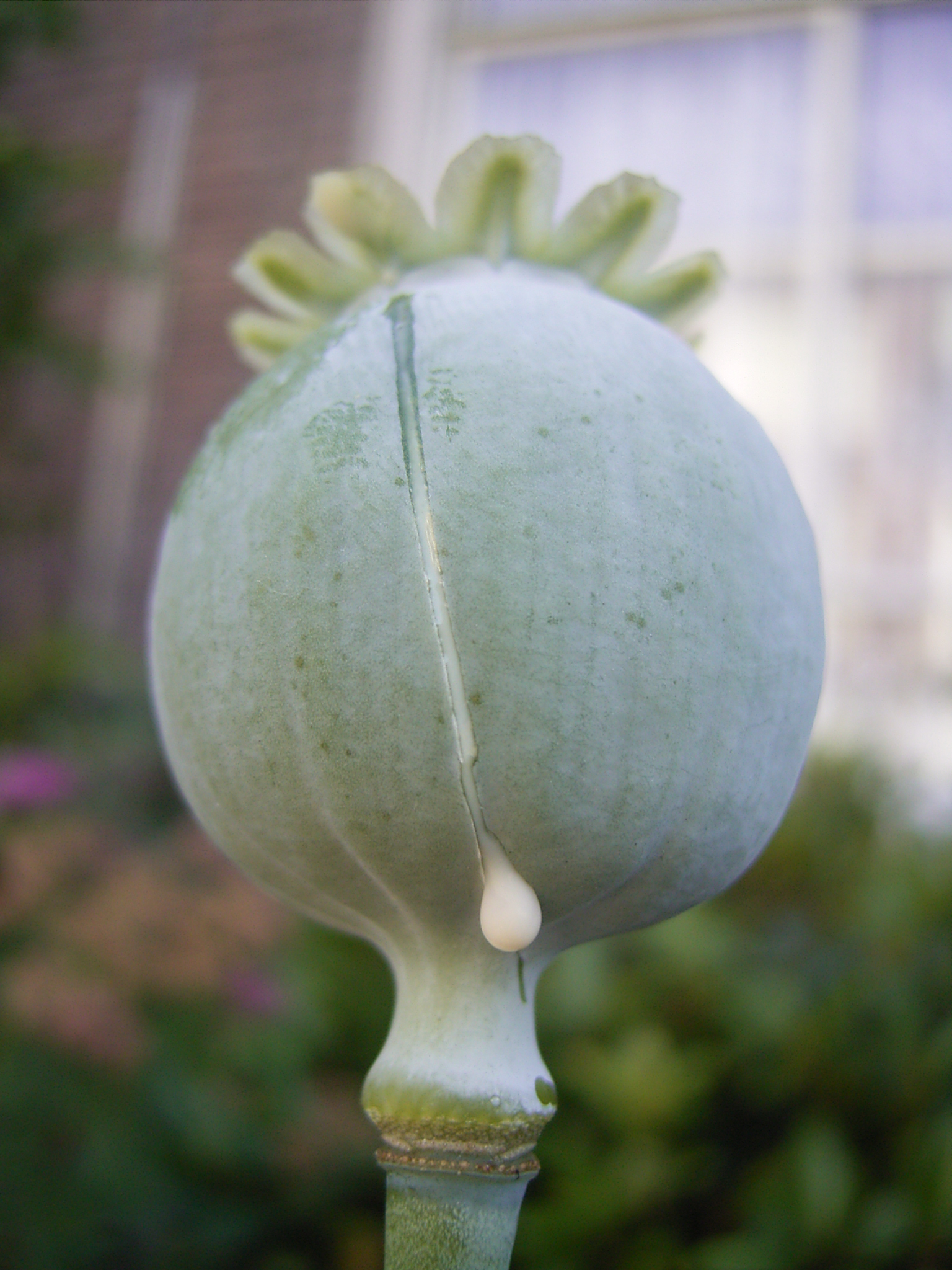
圖片中的罌粟可提供原料製作成鴉片劑鎮痛藥。

疼痛管理（英語：pain management），也稱pain medicine（疼痛醫學）、pain control（疼痛控制）、或algiatry（疼痛治療）），是醫學的一個分支，它把多個學科整合以減輕罹患慢性疼痛患者所受的折磨，並改善生活品質。一隊疼痛管理團隊通常由醫生、藥劑師、臨床心理學家、物理治療師、職能治療師、助理醫師、護理人員、牙醫組成。這類團隊也可能包含心理健康專家、按摩治療師。一旦導致疼痛的創傷或病理經過醫生開立的藥物（譬如鎮痛藥，偶爾會用抗焦慮藥）治愈，通常疼痛會很快消失。要有效管理慢性疼痛，就需要管理團隊間的協調合作。有效的疼痛管理並不表示可完全把疼痛消除。
醫學用於治療患者的創傷和疾病，以支持並加速身體康復。疼痛在治療、癒合、和步向死亡過程中因為受到管理，而得到緩解。醫學在三種情況下會被用來減輕痛苦。第一種是疼痛對治療無反應，仍持續存在。第二種是受傷或病理已治癒，但疼痛並未消失。而第三種是醫學無法確定疼痛的原因。治療慢性疼痛的方法包括運用藥理學做法，例如利用鎮痛藥、抗抑鬱藥和抗癲癇藥、介入性治療、物理治療、體能鍛煉、冰敷或熱敷，以及運用心理學做法（例如生物反饋和認知行為療法）。

## 疼痛定義
疼痛在醫療護理行業中的常見定義是“無論體驗者怎麼說，只要說得出，表示疼痛存在”。
疼痛管理包括醫療衛生提供者就疼痛與患者溝通。為確定疼痛的原因，醫事人員會問一些問題，例如：
- 疼痛有多劇烈？
- 疼痛感如何？
- 哪裡疼？
- 做什麼可把疼痛減輕？
- 做什麼會把疼痛加重？
- 疼痛何時開始？

醫事人員取得患者的描述之後，再運用疼痛管理來解決問題。

## 不良影響
疼痛管理有多種類型。每種都有其優點、缺點、以及局限性。
疼痛管理中常碰到的難事是醫事人員與患者之間的溝通問題。遭受折磨的患者可能不易辨識或是描述自己的感受，還有疼痛的程度。對於治療的反應，醫患之間也可能不易溝通清楚。
對患者而言，許多類型的疼痛管理都會有風險，即療效未必會達到所需的效果，甚至會引起其他問題，以及發生副作用。某些疼痛療法在過度使用時，會有害處。對於患者及醫事人員，做疼痛管理的目標是在不超限的情況之下，找出所需的治療程度。
疼痛管理的另一問題是疼痛本身是人體自然表達出有問題的方式。因為有疼痛管理，疼痛應會隨著時間而痊癒，而自行消失。但有時疼痛管理可能會把問題遮掩，患者可能不知自身有更深層的問題，需要治療。

## 復健治療

### 復健醫學
復健醫學（也稱為身體醫學與復健專科）使用成套物理技術，例如加熱和電療、以及醫療性鍛煉、和行為治療。這些技術通常是跨學科或多學科治療的一部分，也包括使用藥物。Spa療法在減輕慢性患者的腰背痛有正面的功效。但對於這種療法的研究卻很少。研究顯示使用肌內效運動型膠帶可把慢性下腰痛減輕。美國疾病控制與預防中心（CDC）建議減輕源自多種傷害、不適、或疾病而造成的疼痛，包括慢性下腰痛、髖部和膝部的骨關節炎、或是纖維肌痛，可用物理治療和運動來取代鴉片類藥物。單靠運動，或運動加上復健治療（例如運用心理學方法）對減輕疼痛可產生正面的影響。運動除能改善疼痛，還可改善個人的幸福感和總體健康。
操作治療學和關節鬆動術的療法是安全的干預措施，可減輕慢性下腰痛患者的疼痛。操作治療比關節鬆動有較大的功效。
提供疼痛神經科學教育，再加上針對慢性下腰痛患者提供經常物理治療干預措施，可為患者的殘疾和折磨提供短期舒緩。

### 透過運動干預
像太極拳、瑜伽、和彼拉提斯等體育活動的干預，利用全身的覺醒而促進身心和諧。這些古老做法結合吐納、冥想、和各種身體部位動作，同時透過加強力氣、柔韌性、和肢體移動，來鍛煉並發揮功能。身體活動和鍛煉可改善慢性疼痛（為期超過12週的疼痛）和整體生活品質，同時也可減少對鎮痛藥的需求。特別是步行方式在改善慢性下腰痛的疼痛管理方面一向有效。

### TENS
經皮神經電刺激（TENS）是一種自我操作的攜帶式設備，目的在利用電脈衝以便調節和控制慢性疼痛。對於TENS在多發性硬化症（MS）疼痛管理方面的有效性，研究並不多。MS是一種神經系統的慢性自體免疫性疾病，患者腦部或脊髓中的神經細胞表面的絕緣物質（即髓鞘）受到破壞，神經系統的訊息傳遞功能受到損害。有項研究，把電極放置在參與者的腰椎上方，每天作兩次治療，或是患者在痛苦發作時也作治療。這項研究發現，TENS對有局部疼痛，或僅在一肢發生有限疼痛的MS患者有益。對於TENS是否有助於控制MS患者的疼痛，研究的結果是好壞參半。
TENS對於治療下背部疼痛無效。但可能對糖尿病周邊神經病變以及其他疾病有幫助。

#### tDCS
跨顱直流電刺激（tDCS）是一種非侵入性的電流腦部刺激技術，可調節大腦皮質特定區域的活動，透過電極向頭皮施加低強度（最高2毫安（請參考安培））的恆定直流電，以調節大片皮質的興奮率。tDCS可把疼痛經驗的神經系統和情感兩者間作區分，而在疼痛評估中發揮作用。作者Zaghi及其同事在2011年發現，運動皮質在tDCS刺激下會把非疼痛和疼痛刺激的門檻提高。有關電刺激機制在疼痛治療的效果仍需要更多的研究，但有種理論認為丘腦活動的改變可能是由於運動皮質受到刺激之後，疼痛感降低而造成的影響。
一項關於MS的研究發現，與接受假手術的對照組相比，接受每天tDCS療程後，患者的主觀報告說疼痛會有所減輕。此外，這項研究發現在每個tDCS療程的之前和之後的1-3天都會有類似的改善。
纖維肌痛的疾患讓患者有大腦局部區域功能異常、肌肉骨骼系統疼痛、疲勞、和局部壓痛。對於tDCS在纖維肌痛治療的研究，初步證據顯示有減輕疼痛的功效。特別是對主要運動皮質區的刺激，可導致疼痛明顯改善（例如在對照組做假刺激，或是做背外側前額葉皮層刺激相比較）。這種降低作用會在治療結束後有所降低，但在治療終止後的三週內仍保有顯著的效果。

### 針灸
針灸是把針插入患者身體的特定部位，達到減輕疼痛或是治療的目的。在2009年1月發表在《英國醫學期刊》上一份對13項高端品質的針灸治療所做的研究，並不能把運用實針、假針、或是無針灸三者間的差異予以量化。在2019年發表的系統綜述報導，對於一般慢性下腰痛患者而言，針灸療法是種有效的療法，並在東南亞國家中受到廣泛使用。

### 光療
目前尚無證據表明像是低能量雷射治療之類的光療法，能有效緩解下背痛。

### 介入性治療
介入性療程-通常施用於慢性背痛-包括硬脊膜外注射類固醇、腰椎小面關節注射、脊髓切開術、脊髓刺激器、和鞘內注射給藥系統。
高頻脈衝療法、神經調節、直接用藥、和神經燒蝕等方法，可用在持續發出傷害感受的組織和器官，或是用在慢性疼痛來源的組織和器官的傷害受器之上。脈衝療法可把罹患腰椎小面關節下腰痛患者的疼痛改善。但是，連續射頻比脈衝射頻的效果更好。
鞘內泵把微量的藥物直接輸送到腦脊液中，和分娩時和術後使用的硬膜外輸注類似。
脊髓刺激器是一種可植入的醫療設備，可產生電脈衝到脊髓的背側面附近，產生感覺異常（“刺痛”）感覺，而改變患者對疼痛的感受。

### 關節內臭氧治療
關節內臭氧治療被認為可有效緩解骨關節炎患者的慢性疼痛。

## 心理學治療

### 接受與承諾療法
接受與承諾治療（ACT）是種認知行為治療，重點在行為改變，而非症狀改變，包括改變圍繞心理經驗脈絡的方法，而非改變經驗本身，並強調體驗式行為改變的方法。ACT的核心過程圍繞著心理靈活性，而靈活性又包括接受過程、認識過程、以當前情況與經驗互動、擁有堅持或改變行為的能力、以及接受由自身價值來引導的能力。ACT對於一系列健康和行為問題（包括慢性疼痛），逐漸累積甚多的證據基礎。ACT影響患者，讓他們採用一連串的過程來達到接受和改變，讓治療更具靈活性。
因為ACT是由個人價值出發，可針對不同年齡層做高度客製化，已成功地應用在管理老年人的慢性疼痛。在一項把ACT應用於老年人的慢性疼痛研究，在運用ACT的治療時，可觀察到患者的程序變數、疼痛接受度、和察覺會顯著增加。此外，結果顯示利用ACT為罹患慢性疼痛老年人治療，在結束時，以及三個月的隨訪，會發現患者在身體失能、社會心理失能、以及抑鬱水準均有顯著改善。

### 認知行為治療
認知行為治療（CBT）可幫助罹患疼痛的人了解其疼痛、思想、情感、和行為之間的關係。治療的主要目標是重構認知（思維、推理、或記憶），以鼓勵形成有用的思維模式。利用健康活動，例如定期運動和踱步。透過訓練以改變生活方式，使用各種技術（例如放鬆、腹式呼吸法、甚至是生物反饋）來改善睡眠，並開發出更好的技巧來應對疼痛和其他壓力源。
研究顯示CBT治療法在控制慢性下背痛的功能方面，可顯著降低身體和心理上的失能。運用CBT治療像全身性疼痛（如纖維肌痛）的效果，會比標準護理好得多。CBT在治療個人的關鍵效果尚未被列出，而且重要的因素，例如治療師的訓練和手冊的編寫，也沒確定。這種療法所產生的數據間差異大，因此要對這個領域做有效的系統綜述和綜合分析是有相當的難度。
在2020年有項隨機對照試驗（RCT）對心理療法在成人慢性疼痛（不包括頭痛）管理的臨床效果做過系統綜述，並未取得行為治療（BT）有效減輕此類疼痛方面的證據，但是BT在治療後對於改善人們情緒方面，可能有效。但改善似乎不大，而且為時不長。利用CBT治療之後，可對疼痛立即產生積極但短暫的影響。CBT對減少與成人慢性疼痛有關的失能和潛在的災難性疼痛方面，功效不大。在治療後的功效似乎不會持續很久。CBT在改善患有慢性疼痛成年人的情緒有幫助，而且可維持較長的時間。
對於兒童和青少年，有項對RCT的評估，針對心理治療對慢性疼痛和復發性疼痛的治療效果，研究發現這種治療在減輕18歲以下的人的頭痛方面有效。效果可在治療後維持至少三個月。心理治療方法還可改善兒童和青少年與頭痛無關的疼痛。心理治療方法是否可改善兒童或青少年的情緒，以及與他們的慢性疼痛有關的潛在失能，則尚不知。

### 催眠
在2007年有項對13個研究所做的審查，發現有證據證實催眠在某些情況下可減輕疼痛。但是這些研究存有局限-例如研究規模小，有分辨檢測組之間差異的問題、以及缺乏對安慰劑或期望值的有效控制。作者群得出的結論是“這些發現雖然為催眠療法用在治療慢性疼痛的適用性提供支持，但仍需要做更多的研究，才能確定療法對不同慢性疼痛症狀能產生的影響。” :283
催眠可減輕兒童和青少年在某些療程上碰到的疼痛。在臨床試驗中，與不做疼痛治療，或與做非催眠方式治療相比，催眠治療可顯著減輕疼痛。自我催眠對慢性疼痛的作用與漸進性肌肉鬆弛技術的作用大致相當。
催眠加上鎮痛藥的使用被證明可為大多數人舒緩慢性疼痛，是一種安全且有效的替代治療方式。但仍需要高品質的臨床數據，以推廣給整體罹患慢性疼痛的群組使用。

### 察覺冥想
一項在2013年針對使用察覺技術的研究報告所做的綜合分析，得出的結論是：“利用察覺的干預措施（MBI）可把慢性疼痛患者的疼痛強度降低。” 而在2019年有項對於簡短察覺干預措施（BMBI）的審查，得出的結論是不建議把BMBI當作一線治療，這種措施在控制慢性或急性疼痛中的功效還無法受到確認。

## 藥物治療
世界衛生組織（WHO）建議使用疼痛階梯圖對使用藥物舒緩疼痛做管理。疼痛階梯圖首先被用於管理癌症疼痛。但是，醫事人員可將它作為治療各種疼痛的一般原則。在治療慢性疼痛時，WHO的鎮痛階梯圖有三個步驟作為選擇藥物的指南。使用的藥物會因國家/地區和個別治療中心而異，下例是WHO建議使用藥物治療慢性疼痛的方法。如果在任一步驟無法達成疼痛緩解時，醫生和患者就往下一步前進。
| 一般疼痛類型，以及典型藥物治療               | 一般疼痛類型，以及典型藥物治療                                                              | 一般疼痛類型，以及典型藥物治療                                                                           | 一般疼痛類型，以及典型藥物治療 |
| 疼痛類型                                     | 典型首度用藥                                                                                | 評語 |                                |
| -------------------------------------------- | ------------------------------------------------------------------------------------------- | --- | ------------------------------ |
| 頭疼                                         | 對乙酰氨基酚（又稱撲熱息痛） （页面存档备份，存于）/也稱乙醯胺酚，非類固醇抗發炎藥（NSAID） | 如有症狀像頭痛劇烈、持續性、有發燒、嘔吐、或說話或是身體平衡的問題，建議去看醫生;自我藥療最長不得超過2週 |                                |
| 偏頭痛                                       | 撲熱息痛，NSAID                                                                             | 如果前述藥物無效，或是偏頭痛頻繁發生，或是變得劇烈時，改用翠普登                                         |                                |
| 經痛                                         | NSAID                                                                                       | 有些NSAID標榜專治經痛，事實上是所有類似藥物均有效                                                        |                                |
| 小型創傷，例如瘀傷、刮傷、扭傷               | 撲熱息痛，NSAID                                                                             | 不建議使用鴉片類藥物                                                                                     |                                |
| 大型創傷，例如傷口、灼傷、骨折、或是嚴重扭傷 | 鴉片類藥物                                                                                  | 使用鴉片類藥物治療，超過兩週即屬異常                                                                     |                                |
| 肌肉或腱拉傷                                 | NSAID，肌肉鬆弛劑                                                                           | NSAID在有發炎狀況時較有效，但僅適合短期使用                                                              |                                |
| 手術後輕微疼痛                               | 撲熱息痛，NSAID                                                                             | 很少用到鴉片類藥物                                                                                       |                                |
| 手術後劇痛                                   | 鴉片類藥物                                                                                  | 劇痛時可開立鴉片類藥物與其他鎮痛藥組合使用                                                               |                                |
| 肌肉痛                                       | 撲熱息痛，NSAID                                                                             | NSAID在有發炎狀況時較有效.                                                                               |                                |
| 牙痛或牙科手術後疼痛                         | 撲熱息痛，NSAID                                                                             | 只能短期使用，有劇烈疼痛時，就該用鴉片類藥物                                                             |                                |
| 腎結石所引起疼痛                             | 撲熱息痛、NSAID、鴉片類藥物                                                                 | 有劇烈疼痛時，使用鴉片類藥物。                                                                           |                                |
| 胃灼熱、胃食道逆流所引起疼痛                 | 抗酸藥、H2受體阻抗劑、氫離子幫浦阻斷劑                                                      | 胃灼熱症狀超過一個星期就應就醫；避免使用阿司匹林和NSAID                                                  |                                |
| 慢性背痛                                     | 撲熱息痛，NSAID                                                                             | 如果一般鎮痛藥無效，疼痛持續，則需要開立鴉片類藥物處方                                                   |                                |
| 骨關節炎所引起疼痛                           | 撲熱息痛，NSAID                                                                             | 如果疼痛持續，則應就醫。                                                                                 |                                |
| 纖維肌痛                                     | 抗抑鬱藥， 抗癲癇藥物                                                                       | 有證據顯示鴉片類藥物對於纖維肌痛治療無效                                                                 |                                |

### 輕度疼痛
撲熱息痛或NSAID（例如布洛芬）可緩解輕度疼痛

### 輕度至中度疼痛
使用撲熱息痛加NSAID，或是撲熱息痛與弱性鴉片類藥物如曲馬多組合使用，比單獨使用任一項，有更好的緩解作用。

### 中度至重度疼痛
在治療中度至重度疼痛時，需要分辨疼痛是急性，或者是慢性。不同的藥物中，某些對治療急性疼痛效果較好，而有些藥物對治療慢性疼痛效果較好，而某些藥物對這兩種疼痛都有效。急性鎮痛藥用於快速發作的，例如因外傷所引起，或是手術後的疼痛。慢性鎮痛藥則用來減輕長期持續的疼痛。
嗎啡的效果被用來當作所有麻醉藥物的黃金標準。嗎啡的半合成衍生物，例如二氫嗎啡酮（商品名有Dilaudid）、羥二氫嗎啡酮（商品名有Numorphan，Opana）、菸鹼嗎啡（商品名有Vilan）、氫嗎啡醇等，其作用時間長短，副作用和毫克強度等均不相同。芬太尼的優點是減少組織胺的釋放，副作用因而減少。給藥方式也可透過穿皮貼片劑提供，對於慢性疼痛患者提供不少便利。除硬腦膜外血液貼片和芬太尼注射液（Sublimaze），美國食品藥品監督管理局（FDA）還批准多種速效芬太尼產品（如Actiq / OTFC / Fentora / Onsolis / Subsys / Lazanda / Abstral），用於治療突發性癌症疼痛（breakthrough cancer pain ）。羥二氫可待因酮在美洲和歐洲被用於緩解嚴重慢性疼痛。這種藥物主要的緩效配方商品名稱為OxyContin。含有OxyContin的短效片劑、膠囊劑、糖漿劑、和安瓿劑，可用於急性頑固性疼痛或突發性疼痛。海洛因和美沙酮屬於管制藥物，被使用的頻率較低。臨床研究顯示，穿皮貼片丁丙諾啡可有效減輕慢性疼痛哌替啶（Pethidine，在北美被稱為meperidine），由於效力低、作用時間短、以及與重複使用相關的毒性，因此不被推薦用於疼痛管理。除了不耐受或不適宜採用其他鎮痛藥治療的急性疼痛外，基於藥理學和濫用相關原因，不推薦新患者使用噴他佐辛、右旋嗎啡酰胺、和雙潘酮。在某些國家/地區，強效的合成物（如吡咯酰胺和酮米酮）會被用於治療劇烈疼痛。他噴他竇是最近十年新推出的藥物。
對於中度疼痛，可使用曲馬多、可待因、dihydrocodeine、和氫可酮，而尼古可待因、乙基嗎啡、和右旋丙氧芬，也會用到，但較不常見。
其他類型的藥物可用來協助鴉片類藥物以治療某些類型的疼痛。阿米替林會被開立，伴隨鴉片劑，有時或許會加上NSAID來治療手臂、腿部、頸部和、下背部的慢性肌肉疼痛。
治療慢性疼痛時常會用到鴉片劑，但使用大劑量的結果，會增加鴉片類藥物過量的風險。

### 鴉片類藥物
FDA在2009年表示：“據國家衛生院的說法，研究顯示正確的醫學使用鴉片類鎮痛藥（嚴格按照處方服用）是安全的，可有效控制疼痛，並且很少會引起成癮。”而在2013年，FDA則指出“對這類藥物的濫用和不正當使用，已造成嚴重，而且是公共衛生的問題”。
鴉片類藥物可提供短、中、或者是長效鎮痛作用，依據藥物的個別特性以及是否配製成緩釋藥物而定。這類藥物可經由口服、注射、鼻粘膜或口腔粘膜、直腸、經皮、靜脈式、硬脊膜外、和鞘髓內給藥。在治療慢性疼痛，經常會開立長效混合藥物（OxyContin、MS Contin、Opana ER、Exalgo、和美沙酮），或是緩釋藥物，對於突發性疼痛或者疼痛加重時，則會開立短效藥物（羥考酮、嗎啡、或雙氫嗎啡酮）。
患者在醫療院所之外使用的多半是用口服的方式（片劑、膠囊、或液體），但也可使用栓劑和皮膚貼劑。慢性疼痛患者很少需要用到注射式的方式。
雖說鴉片類藥物是強力鎮痛藥，但無論對急性，還是慢性疼痛，這類藥物無法達到完全鎮痛的功效。鴉片類藥物對慢性惡性疼痛是有效鎮痛藥，而在非惡性疼痛的治療上則為適度有效。但使用這類藥物會有不利影響，尤其是在開始使用，或是劑量變化的時候。如果長期使用這類藥物，可能會產生藥物依賴性、物質依賴、藥物不當移轉、以及物質使用疾患的情況。
美國疼痛治療學會和美國疼痛醫學會（American Academy of Pain Medicine）共同發布治療慢性疼痛時，開立鴉片類藥物處方的臨床指南。指南中包括需要評估患者藥物濫用、不當使用、或成癮的風險。其中重要的預測指標是個人或家族的藥物濫用病史。開立鴉片類藥物處方的醫師應同時把心理治療和疼痛治療結合。指南還建議醫師不僅要監測疼痛，而且還應監測治療的功能，以及目標達成的程度。當患者宣稱疼痛減輕，但在功能或目標進展並未改進時，醫師就該懷疑是否患者有濫用的行為。
下列是常用的長效鴉片類藥物，緩釋的常用商品名稱置於括弧內：
- 羥考酮（OxyContin）
- 氫嗎啡酮（Exalgo，Hydromorph Contin）
- 嗎啡（M-Eslon，MS Contin）
- 羥二氫嗎啡酮（英语：oxymorphone）（Opana ER）
- 經皮芬太尼（Duragesic）
- 經皮丁丙諾啡*（Butrans）
- 曲馬多（Ultram ER）
- 他噴他竇（Nucynta ER）
- 美沙酮*（Metadol/Methadose）
- 酒石酸氫可酮（Hysingla ER）和碳酸氫鹽（Zohydro ER）

*美沙酮和丁丙諾啡各自既可用於治療鴉片類藥物使用疾患，也可用作鎮痛藥。

### 非類固醇抗發炎藥
另一類主要的鎮痛藥是非類固醇抗發炎藥（NSAID）。這類藥物可抑制前列腺素釋放，而前列腺素會引起發炎性性疼痛。對乙酰氨基酚/撲熱息痛兩者並不一定包含在此類藥物中。但是，對乙酰氨基酚可單獨使用或是與其他鎮痛藥（NSAID和鴉片類藥物）聯合使用。諸如可多普洛菲和匹洛西卡之類的NSAID處方，對治療慢性的疼痛效果有限，長期服用會有明顯的不良反應。屬於NSAID中的選擇性COX-2抑制劑，因有嚴重的心血管和腦血管風險，使用受到限制。常見的NSAID包括阿司匹林、布洛芬、和萘普生。而有許多NSAID，例如得術泰（選擇性COX-2抑制劑），已在諸多手術後被證明有效。廣泛使用NSAID可減少鴉片類藥物所引起的不良副作用。

### 抗抑鬱藥和抗癲癇藥
有些抗抑鬱藥和抗癲癇藥被用於治療慢性疼痛，主要是用在中樞神經系統的疼痛途徑，但也會用在末梢神經。這類藥物通常用於治療因神經系統受損而受影響的腦神經。周邊神經病變會因慢性高血糖指數而引起（糖尿病周邊神經病變）。這些藥物還可減輕病毒（如帶狀疱疹）引起的疼痛，以及減輕幻肢疼痛和中風後疼痛。這類藥物的治療機制各不相同，通常對於周邊神經病變疼痛以及複雜性局部疼痛症候群的治療效果較好。常見的抗癲癇藥是加巴噴丁，抗抑鬱藥則有阿米替林。

### 大麻素
有證據顯示醫用大麻可減輕疼痛。美國國家醫學研究所在1999年發表的一份報告中對此有詳細介紹，“來自在動物和人體研究的證據顯示，大麻素具有明顯的鎮痛作用。”在2013年發表在期刊《基礎與臨床藥理學（Fundamental & Clinical Pharmacology）》上的一項綜述研究報告中，引用多項研究，證明大麻素在治療急性疼痛案例中的功效與鴉片類藥物相當，而在治療慢性疼痛案例中的功效甚至更高。

### 其他鎮痛藥
有些藥物被用於輔助鎮痛藥以治療各種類型的疼痛，以及對總體疼痛的某部分作治療。因此，這類藥物被稱為鎮痛輔助藥。加巴噴丁（抗癲癇藥）不僅可單獨治療周邊神經病變疼痛，也可用來增強鴉片劑的功效。另外，嗎啡、環苯扎林、曲唑酮、和其他具有抗膽鹼劑特性的藥物可與鴉片類藥物聯合，用於治療周邊神經病變疼痛。奧菲那特林和環苯扎林是肌肉鬆弛劑，用於治療劇烈的肌肉骨骼疼痛有效。可樂定也可用在相同的目的，這些藥物均能增強鴉片藥物的效果。

## 自我管理
對於慢性疼痛做自我管理，被形容是個人控制慢性疼痛的能力。自我管理包括建立自我效能的信念、監測自己的症狀、設定目標以及行動計劃。也包括醫患之間共同做決策，自我管理的好處有賴所用到的管理技術。這種管理技術對於控制慢性肌肉骨骼疼痛的效果有限（僅有邊際利益）。

## 社會與文化
在希臘和土耳其，從事疼痛治療的醫學被稱為algology（此字源自古希臘文字άλγος（Algos）-“疼痛”）。希臘疼痛學會和土耳其疼痛學會都是國際疼痛研究協會（IASP）的會員。

### 治療不足
所謂疼痛治療不足指的是患者在需要治療時，卻未給予管理。
由循證醫學達成的共識加上醫學專科機構的建議，疼痛治療指南受到建立，提供予醫療衛生提供者遵循運用。但由於各種社會原因，罹患疼痛的患者或者不尋求，或者無法獲得治療。長期以來一直重視非藥物治療法的聯合委員會（美國非營利性醫療機構認證組織）強調促進非藥物治療方式的取得和覆蓋的重要性。採用非藥物療法來治療疼痛的受保人，在醫療保險的支出通常比未採用這種治療法的受保人要低。而醫療衛生提供者不見得會提供由當局建議的治療方式。事實證明明智的策略是把所有循證而來的疼痛治療包括在內，才能符合患者的最大利益。醫療衛生提供者未對患者提供教育，並建議非藥物治療方式，應被視為不符合道德規範的行為。

### 針對兒童
兒童和青少年常會因為傷害、疾病、或是療程，而產生急性疼痛。大約有15–25％的兒童和青少年有慢性疼痛的問題。可能是由暗含的疾病所引起，例如鐮刀型紅血球疾病、囊腫性纖維化、類風濕性關節炎。癌症、或功能性疾病，例如偏頭痛、纖維肌痛、和複雜性局部疼痛症候群也會導致兒童發生慢性疼痛。
評定

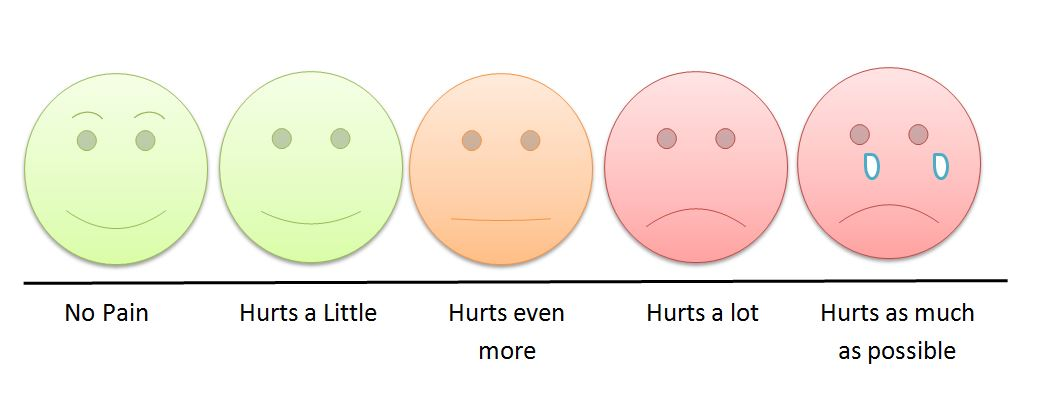
小朋友可根據自己對於疼痛的感覺，點選兒童疼痛量表上的臉部表情來表達疼痛程度。

由於兒童受限於發育水準、認知能力、或之前的疼痛經驗，通常不易對自己的疼痛作評估。臨床醫生必須觀察孩子表現出的生理和行為症狀來評估。兒童的自我報告可能是最準確的疼痛量度。自我報告的疼痛量表讓年齡較小的孩子，把自己疼痛強度與圖上的臉部照片匹配，例如Oucher疼痛量表就可用來指出顯示不同疼痛程度的面孔示意圖，或指出疼痛在身體上的部位。對年齡較大的兒童和青少年則會使用問卷，包括Varni-Thompson兒科疼痛問卷（PPQ）和兒童綜合疼痛問卷（Children’s Comprehensive Pain Questionnaire）。這類問卷通常用於患有慢性或持續性疼痛的患者。
非藥物治療
看護工可為兒童和青少年提供非藥物治療，這種療法與藥物治療相比，風險較小，有成本效益。非藥物治療方式因年齡和發育不同而有差異。減輕嬰兒疼痛的物理干預方式有繈褓包裹、搖動、或透過奶嘴餵食糖水。對於兒童和青少年的物理干預包括冷敷或熱敷、按摩、或是針灸。認知行為療法（CBT）的目的在透過改變思想與情感之間的關係，來減輕學齡兒童和青少年的情緒困擾，並改善其日常作息。另外，這種療法可給予他們適應性應對策的教導。列入CBT的干預措有放鬆技巧、覺察、生物反饋、和認命（針對慢性疼痛）。許多這類治療專家會為看護工舉辦研討會，把有效的管理策略提供給他們。
藥物治療
通常也會用像對乙酰氨基酚、NSAID、和鴉片類藥物的鎮痛藥來治療兒童和青少年的急性或是慢性疼痛症狀。但是，在施用之前應要諮詢小兒科醫生。

### 專業認證
疼痛管理從業人員從不同醫學領域而來。除執業醫生外，管理團隊通常還受惠於由藥劑師、物理治療師、臨床心理學家、和職能治療師等取得資訊。多重領域團隊一起合作，可創建出適合患者的整套護理模式。
疼痛醫師通常是受過美國醫學專業委員會（ABMS）研究醫師訓練以及認證的麻醉科醫師、神經內科醫師、復健醫學醫師、或精神醫學醫師。安寧緩和醫療醫師也在疼痛管理方面有專精。美國麻醉學委員會、美國骨科麻醉學委員會（此委員會由美國骨科療法協會整骨專家局（AOABOS）所認可）、美國物理醫學和康復委員會、以及美國精神病學和神經病學委員會均提供與研究醫生訓練之後疼痛管理的次專科的認證訓練。而研究醫師的訓練則得到ABMS或AOABOS的認證。由於疼痛醫學領域的迅速成長，有許多執業醫生進入這一領域，但其中有些並未經過美國畢業後醫學教育評鑑委員會的認證。

## 進一步閱讀
- Diwan S, Staats P. . McGraw Hill. January 2015  [2021-05-14]. ISBN 978-0-07-173876-7. （原始内容存档于2021-05-04）.
- Staats P, Wallace M. . McGraw Hill. March 2015  [2021-05-14]. ISBN 9780071817455. （原始内容存档于2021-05-04）.
- Fausett HJ, Warfield CA. . Hagerstwon, MD: Lippincott Williams & Wilkins. 2002. ISBN 978-0-7817-2313-8.
- Bajwa ZH, Warfield CA. . New York: McGraw-Hill, Medical Publishing Division. 2004. ISBN 978-0-07-144349-4.
- Waldman SD. . Philadelphia: Saunders. 2006. ISBN 978-0-7216-0334-6.
- Daubresse M, Chang HY, Yu Y, Viswanathan S, Shah ND, Stafford RS,  et al. . Medical Care. October 2013, 51 (10): 870–8. PMC 3845222 . PMID 24025657. doi:10.1097/MLR.0b013e3182a95d86.
- Uebel M.  Sage Encyclopedia of Pharmacology and Society, Sarah. E. Boslaugh. Thousand Oaks, CA: Sage. 2015: 1027–1029. ISBN 9781483350004.
- Graham SS. . Chicago Scholarship Online. 2015. ISBN 9780226264059.
- Reynolds LA, Tansey EM. . Wellcome Trust Centre for the History of Medicine at UCL. 2004. ISBN 978-0-85484-097-7.
- Wailoo K. . Johns Hopkins University Press. 2014. ISBN 978-1421413655.

## 外部連結
- World Health Organization (WHO) Treatment Guidelines on Pain （页面存档备份，存于）